# Sammlung Ryhiner
Die Sammlung Ryhiner zählt heute zu den wertvollsten und bedeutendsten, privat angelegten Kartensammlungen des 18. Jahrhunderts. Johann Friedrich von Ryhiner (1732–1803), der diese Sammlung zusammengetragen hat, war jahrzehntelang im bernischen Staatsdienst tätig. Schliesslich gelangte er als Mitglied des Kleinen Rates (1788–1798) und in seiner Funktion als Venner in die höchsten Staatsämter. Durch den Untergang des Alten Bern und den Umbruch zur Helvetik wurde Ryhiner unvermittelt in den Ruhestand versetzt. Nun konnte er sich voll der Geographie und Staatenkunde widmen, die seit seiner Jugend zu seinen Lieblingsbeschäftigungen gehörten. Johann Friedrich von Ryhiner hinterliess eine weltweite, nach wissenschaftlichen Kriterien aufgebaute Sammlung, die zirka 16'000 Landkarten, Pläne und topographische Ansichten aus dem 16. bis frühen 19. Jahrhundert umfasst.

## Privatbibliothek als Forschungsstätte
Karten sind für Ryhiner ein Hilfsmittel zur weiteren Entwicklung der geographischen Wissenschaft. Eine Kartensammlung ist damit eine Forschungsstätte, die auch für Bildungszwecke offenzustehen hat. Ryhiner setzte sich daher die Pflicht, in Bern ein entsprechendes Forschungsinstrument aufzubauen. Die auf eine weltweite Abdeckung ausgerichtete Sammlung konzipierte Ryhiner als Sammelatlas. Ein undatiertes, nach 1796 entstandenes Verzeichnis enthält insgesamt 14 364 Blätter (1735 Ansichten, 1547 Pläne und 11.082 Karten). Von den 541 Sammelbänden waren 76 zur Fortsetzung vorgesehen. Der Wert der Sammlung betrug 10.476 alte Franken. Im Inventar ist ein weiterer 28-bändiger Sammelatlas, der etwa 700 Karten umfasst, nicht enthalten. Der ebenfalls überlieferte handschriftliche Erschliessungsteil kann in einen allgemeinen und in einen speziellen Teil gegliedert werden: In den zweibändigen "Geographischen Nachrichten" handelt Ryhiner die allgemeine Erd- und Kartenkunde ab. Die spezielle Kartenkunde setzt sich schliesslich aus einer 25-bändigen Kartenbibliographie, einem 23-bändigen Kartenkatalog, einem zweibändigen Verzeichnis der Desiderata, aus zwei Inventarbänden, aus Zuwachsverzeichnissen sowie aus einem Kartenautorenverzeichnis zusammen. Dazu kommt ein kleinerer Sammelatlas im Staatsarchiv Bern (6 Bände), den er für den bernischen Sanitätsrat angelegt hatte.

## Überlieferung des Nachlasses
Nach dem Tode Ryhiners (1803) wurde die Sammlung, die vorerst im Besitz der Witwe Rosina Sophie (1736–1815) verblieb, durch den Neffen und Historiker Rudolf Friedrich von Ryhiner (1772–1817) weiter geführt. Nach dem Ableben der Witwe erbte er die Sammlung. Da er schon 1817 als letzter männlicher Vertreter der Familie Ryhiner starb, fiel das Erbe vermutlich an dessen Schwester Rosina Elisabeth (1773–1837). Diese war seit 1794 mit Ludwig Friedrich von Effinger (1761–1832) verheiratet. Ihr gemeinsamer Sohn war der spätere Gemeindepräsident der Stadt Bern Friedrich Ludwig von Effinger (1795–1867), der die Sammlung schliesslich der Stadt- und Hochschulbibliothek Bern vermachte. Anfang des 20. Jahrhunderts wurden diejenigen Sammelbände zerlegt, die Karten, Pläne und Ansichten der Schweiz enthielten. Die Blätter wurden dabei aus ihrem Kontext herausgenommen, in einer neuen Ordnung eingereiht und mit Karten anderer Provenienz vermischt.
Die Bedeutung der Sammlung Ryhiner liegt nicht zuletzt in der nahezu vollständigen Erhaltung ihrer ursprünglichen Form als Sammelatlas und im ebenfalls vorhandenen Erschliessungsteil (Kartenbibliographie und Kartenkatalog) aus der Feder Ryhiners.

## Kulturelles Erbe
Die Kartensammlung Ryhiner zählt zu den wertvollsten und bedeutendsten der Welt. Sie umfasst mehr als 16'000 Landkarten, Pläne und Ansichten aus dem 16. bis frühen 19. Jahrhundert, wobei die Bestände den ganzen Erdball sowie sämtliche bedeutenden Produktionszentren abdecken.
Den Weg zur heutigen Bearbeitung der Sammlung wies 1986 der damalige Bibliotheksdirektor Hans A. Michel. Das Vorhaben zur Erschliessung der Sammlung Ryhiner wurde von 1994 bis 1998 als Kooperationsprojekt des Geographischen Instituts und der Stadt- und Universitätsbibliothek Bern unter Fachbegleitung des Staatsarchivs (Karl Wälchli) realisiert. Die Leitung des Projekts wurde Thomas Klöti übertragen, dem Bibliotheksfachpersonal zur Seite stand. Innerhalb dieses Vorhabens wurde die Sammlung wieder in ihre ursprüngliche Ordnung gebracht, karto-bibliographisch erfasst, restauriert und mikroverfilmt. Der gedruckte vierbändige Katalog erschien 2003. Zwischen 2002 und 2007 wurden sämtliche Mikrofilme gescannt und im Internet in einer mittleren Auflösung zugänglich gemacht. Seit 2008 sind die Bilder auch hochauflösend im Internet einsehbar. In einem weiteren Vorhaben wurden die Bilder anschliessend mit dem Kataloganreicherungstool ADAM (Aleph Digital Asset Module) in den Verbundkatalog IDS Basel/Bern integriert. Aufgrund dieser Erschliessungsarbeiten wurde der Forschung eine reichhaltige Quelle zugänglich gemacht. In den Karten, Plänen und Ansichten der Sammlung Ryhiner ist ein immenses geographisches und kulturhistorisches Wissen gespeichert, das nun, von den unterschiedlichsten Fragestellungen her, als Quelle genutzt werden kann.

## Gedruckter Katalog
- Thomas Klöti (Hrsg.): Sammlung Ryhiner : Karten, Pläne und Ansichten aus dem 16. bis 19. Jahrhundert = Ryhiner Collection : maps, plans and views from the 16th to the 19th century. 4 Bände. Bern 2003. (Volltext)